# Länsväg 330
Länsväg 330 går mellan Timrå och Indal, inom Timrå och Sundsvalls kommuner, Västernorrlands län. Längden är 16 km.
Vägen ansluter till E4, Länsväg 331 och Riksväg 86.

## Historia
Vägnumret 330 infördes på 1940-talet och gick då i samma sträckning som nu.

## Korsningar
Länsväg 330 möter följande vägar:
|  | Nr | Namn                 | Skyltning                         |
|  | -- | -------------------- | --------------------------------- |
|  |    | Kävsta               | 86 Bispgården Sundsvall           |
|  |    | Kävsta               |                                   |
|  |    | Lunde (västra delen) |                                   |
|  |    | Bergeforsen          |                                   |
|  |    | Bergeforsen          | 331 Sollefteå Sundsvall, Midlanda |